# Paços (Sabrosa)
Paços é uma povoação portuguesa sede da Freguesia de Paços do Município de Sabrosa, freguesia com 17,17 km² de área e 676 habitantes (censo de 2021), tendo, por isso, uma densidade populacional de 39,4 hab./km²
A Freguesia de Paços é constituída por 4 aldeias: Sobrados, Fermentões, Vilela e Paços. A aldeia Sobrados tem mais espaço e a aldeia Fermentões possui mais habitantes. A aldeia Vilela tem mais altitude das aldeias da freguesia e Paços situa-se mais baixo. 
O único infantário é em Sobrados. A junta de freguesia situa-se em Fermentões. Vai haver um Ginásio para as aldeias, uma capela em Sobrados. As temperaturas são muito altas no Verão e no Inverno as temperaturas são negativas. Neva muitas vezes e os fogos devastam as áreas da floresta.

## Demografia
A população registada nos censos foi:
| Distribuição da População por Grupos Etários | Distribuição da População por Grupos Etários | Distribuição da População por Grupos Etários | Distribuição da População por Grupos Etários | Distribuição da População por Grupos Etários |
| -------------------------------------------- | -------------------------------------------- | -------------------------------------------- | -------------------------------------------- | -------------------------------------------- |
| Ano                                          | 0-14 Anos                                    | 15-24 Anos                                   | 25-64 Anos                                   | > 65 Anos                                    |
| 2001                                         | 100                                          | 85                                           | 319                                          | 160                                          |
| 2011                                         | 108                                          | 89                                           | 367                                          | 198                                          |
| 2021                                         | 83                                           | 68                                           | 321                                          | 204                                          |

## Património
- Igreja Paroquial de Santa Maria de Paços;
- Capela de Santa Bárbara, em Paços;
- Capela de Santo António, em Fermentões;
- Capela de São Tiago, de Sobrados;
- Capela de São Sebastião;
- Capela de Santa Maria Madalena;
- Capela de Santa Bárbara, em Vilela;
- Capela de São Domingos, em Vilela;
- Capela de São Sebastião, em Lameira;
- Capela da Senhora das Neves, em Capela;
- Capela de São José.